# Cimetière de Saint-Rambert
Le cimetière de Saint-Rambert est le cimetière de l'ancienne commune de Saint-Rambert-l'Île-Barbe et qui depuis 1963 est situé dans le 9e arrondissement de Lyon en France.

## Description
Plusieurs personnalités sont enterrées dans ce cimetière dont certains membres de la famille Couty (Jean-Baptiste, Ernest Fabrègue, Malibran).
Le cimetière comprend également le monument aux morts de l'ancienne commune de Saint-Rambert-l'Île-Barbe. Trois noms inscrits sur ce dernier correspondent d'ailleurs à des noms de rues lyonnaises (Pierre Baizet, Marcel Cordier et Sylvain Simondan).

## Personnalités inhumées
- Victor Cordier (1884-1944), médecin français ; la rue des Docteurs-Cordier est nommée d'après lui et son père Jacques-Sylvain Cordier (1846-1910)[4]
- Jean Couty (1907-1991), peintre
- Jean Guerre-Dumollard (1761-1845), homme de loi et historien
- Professeur Paul Sédallian (1894-1960), bactériologiste